# 張孔孫
张孔孙（1233年—1307年），字梦符，号寓轩，元朝东平人。
他的先世为辽朝兀惹部人，被金朝所并，部落迁居隆安。张孔孙以文学知名，被辟为万户府议事官。廉希宪将他辟为掾。安童为丞相时，授任他为户部员外郎。阿合马专权十年，绝不迎合。历任侍御史、礼部尚书。至元二十二年（1285年）为燕南提刑按察使。后遇地震，他条奏八事治灾。大德七年（1303年），为集贤大学士，商议中书省事。他以文学知名，擅弹琴，精骑射，工画山水竹石。